# Каролин (Гомельская область)
Каролин (бел. Каралі́н) — посёлок в Терюхском сельсовете Гомельского района Гомельской области Беларуси.

## География

### Расположение
В 5 км от железнодорожной станции Терюха (на линии Гомель — Чернигов), 27 км на юг от Гомеля.

## Транспортная сеть
Транспортные связи по просёлочной, затем автомобильной дороге Терюха — Гомель. Планировка состоит из прямолинейной широтной улицы. Застройка двусторонняя, деревянная, усадебного типа.

## История
Основан в начале XX века переселенцами из соседних деревень. В 1926 году в Хуторянском сельсовете Носовичского района Гомельского округа. В 1930 году жители вступили в колхоз. Во время Великой Отечественной войны освобождён от оккупантов 28 сентября 1943 года 9 жителей погибли на фронте. В 1959 году в составе совхоза «Социализм» (центр — деревня Терюха).

## Население

### Численность
- 2004 год — 31 хозяйство, 69 жителей

### Динамика
- 1926 год — 30 дворов, 169 жителей
- 1959 год — 313 жителей (согласно переписи)
- 2004 год — 31 хозяйство, 69 жителей